# Емерадо (Северна Дакота)
Емерадо (енгл. Emerado) град је у америчкој савезној држави Северна Дакота.

## Демографија
По попису из 2010. године број становника је 414, што је 96 (-18,8%) становника мање него 2000. године.
| Група             | 2000.       | 2010.       |
| Белци             | 383 (75,1%) | 313 (75,6%) |
| Афроамериканци    | 28 (5,5%)   | 19 (4,6%)   |
| Азијати           | 16 (3,1%)   | 8 (1,9%)    |
| Хиспаноамериканци | 35 (6,9%)   | 30 (7,2%)   |
| Укупно            | 510         | 414         |